# Petatán, Cojumatlán de Régules
Petatán är en ort i Mexiko.   Den ligger i kommunen Cojumatlán de Régules och delstaten Michoacán de Ocampo, i den centrala delen av landet, 400 km väster om huvudstaden Mexico City. Petatán ligger 1 534 meter över havet och antalet invånare är 497.
Terrängen runt Petatán är platt åt nordost, men åt sydväst är den kuperad.  Trakten runt Petatán är nära nog obefolkad, med mindre än två invånare per kvadratkilometer. Närmaste större samhälle är Sahuayo de Morelos, 19,4 km sydost om Petatán.